# باول دين
باول دين هو عازف قيثارة وموسيقي كندي، ولد في 19 فبراير 1946 في فانكوفر في كندا.

## وصلات خارجية
- باول دين على موقع IMDb (الإنجليزية)
- باول دين على موقع ميوزك برينز (الإنجليزية)
- باول دين على موقع ديسكوغز (الإنجليزية)